# Mysterium (Album)
Mysterium ist das Debütalbum der belgischen Funeral-Doom-Band Inframonolithium.

## Geschichte
Die Entstehung von Mysterium schloss an die Veröffentlichung des Demos Laments im Mai 2017 an. Da Inframonolithium als Soloprojekt von Stijn van Cauter geführt wurde und die Musik in seinem Heimstudio Templa Libitina autark komponiert und eingespielt wurde, sind exakte Schreib- und Aufnahmezeiträume nicht publik. Techniker und Produzenten blieben ausgeschlossen. Die Rezeption des als Musikdownload via Bandcamp veröffentlichten Albums blieb aus.

## Albuminformationen
Mysterium wurde als das erste Studioalbum der Band am 17. Januar 2018 über Void Overflow als Musikdownload mit vier separaten Stücken veröffentlicht.
Das Album besitzt eine Gesamtspielzeit von 42:08 Minuten. Die Gestaltung des Albums übernahm van Cauter selbst. Die digital Collage zeigt ein Augenpaar, dass durch einen kahlen Baum blickt. Der Hintergrund ist in changierenden Blautönen gehalten. In der zur Verfügung gestellten Print-on-Demand-Variante gab van Cauter das Album mit entsprechender Aufbereitung als CD heraus.

### Titelliste
1. Mysterium: 07:12
2. Loss: 08:34
3. Death-Flow: 08:32
4. Failing Light: 08:53
5. Empty Rooms: 08:58

### Stil und Konzept
Das als Musikdownload veröffentlichte Funeral-Doom-Album wird von Stijn van Cauter als „Raw Funeral Doom“ kategorisiert sowie als eine symphonische „kalte Reise in die Reiche der Leere, und des schreienden Nichts“ beschrieben. Das Album widmet sich in dem mit Inframonolithium durchgehend verfolgten philosophischen Überbau eines nicht weiter erläuterten phantastischen Szenarios.

„Surges of darkness wash into the mind, wave after wave, until there’s nothing left to resist the pull towards those monoliths, those portals into the void.“

„Welle auf Welle, strömen Wogen der Dunkelheit in den Verstand, bis nichts mehr übrig ist, um dem Sog zu diesen Monolithen, diesen Portalen in die Leere zu widerstehen.“

Das gesamte Werk der Band Inframonolithium ist auf ein zusammenhängendes Konzept hin ausgerichtet, dem sich die einzelnen Veröffentlichungen unterordnen. Der exakte Zusammenhang des Konzeptes wird von van Cauter jedoch nicht erläutert. Deutlich wurde, dass es sich um ein metaphysisch aufgeladenes Fantasy-Konzept handelt.